# Больница купца Степана Кубрина
Больница купца Степана Кубрина — памятник архитектуры начала XX века в Астане. Входит в список памятников истории и культуры местного значения.

## История
Двухэтажное здание больницы из кирпича было построено в 1880 году купцом Степаном Андриановичем Кубриным для своего племянника, который получил медицинское образование в Москве. Это была первая больница Акмолинска, она была рассчитана на 16 коечных мест, лечиться могли только состоятельные граждане. В советские годы в здании был размещён онкологический диспансер. В настоящее время в здании находится АО «Республиканский центр космической связи и электромагнитной совместимости радиоэлектронных средств».
За время существования здание сильно изменило свой вид. Из-за нехватки подсобных помещений вокруг больницы построили многочисленные помещения различного назначения.